# 陸田由貴
陸田 由貴（りくた ゆき、12月9日 - ）は、日本の女性声優。高知県出身。アミュレート所属。身長153cm。以前はディーカラーに所属していた。

## 人物
方言は土佐弁。
趣味は歌。特技は司会。
2024年8月1日、ディーカラーとアミュレートとの事業統合によりアミュレートへ移籍。

## 出演

### テレビアニメ
- ましろのおと（2021年、生徒D）

### ゲーム
- トリニティマスター（2017年、空駆けのアウロラ）

### 吹き替え

#### 映画
- ジョンベネ殺害事件の謎（2017年）
- チェイサー（2018年、フランキー・ダイソン〈セイジ・コレア〉）
- 正義のレジスタンス（2019年）
- ペガサス飛馳人生（2019年、チャン・ヒー）

#### アニメ
- パウ・パトロール（2020年、カルロス）